# Vita Emil
Vita Emil, 1904-ig Wippler (Módos, 1874. december 7. – Budapest, Ferencváros, 1951. január 10.) jogi író, fővárosi tanácsnok, Szabó István filmrendező nagyapja.

## Élete
Wippler Sándor (1832–1891) telekkönyvvezető, 1848-as honvédhadnagy és Löblin Emma (1845–1930) gyermekeként született zsidó családban. Anyai nagyapja, Löblin Ignác (1800–1861) Budán volt orvos. Jogi tanulmányait a Budapesti Tudományegyetemen végezte, majd a főváros tisztviselője lett. 1911-ben tanácsnokká választották. Jelentős érdemeket szerzett a főváros pénzügyi helyzetének rendezése körül. Az első világháború alatt közellátási kérdésekkel foglalkozott. A kezdeményezésére történt a híd- és alagútvám megszüntetése, a közraktárak kibővítése és az Idegenforgalmi Hivatal megszervezése. Megtervezte- és szervezte a Budapesti Kisipari Hitelszövetkezetet. 1920-ban nyugalomba vonult. Számos tanulmánya jelent meg szaklapokban a közigazgatási jog köréből és közgazdasági kérdésekről.
Házastársa Ehrlich Erzsébet (1881–1971) volt, Ehrlich Manó szeszgyáros és Klinger Regina lánya, akit 1903. október 3-án Budapesten, a Ferencvárosban vett nőül.
Gyermekei:
- Vita Terézia Eleonóra (1904–?). Férje Kotányi György (1891–1973) okleveles gépészmérnök, gyári főmérnök.[5]
- Vita Mária Edit (1908–1992). Férje Szabó István Iván (1902–1945) orvos.

## Munkái
- Egyesületi jog (1906)
- A hazai munkás szakszervezetek, azok fejlődése (Budapest, 1907., Comenius-Könyvtár)
- A magyar állampolgárságra, községi illetőségre és az idegeneknek Magyarországon való tartózkodására nézve fennálló jogszabályok a nagyközönség, közigazgatási tisztviselők és ügyvédek használatára. Összegyűjtötte, rendszerbe szedte és magyarázta. (Budapest, 1908)
- A községi illetőség (1912)